# Spagettikód
A számítógép-programozásban a spagettikód a strukturálatlan és nehezen karbantartható forráskód pejoratív megnevezése. Többféle oka lehet, a programozó tapasztalatlansága, a gyorsan változó követelmények, vagy a programozási stílusra vonatkozó szabályok hiánya.

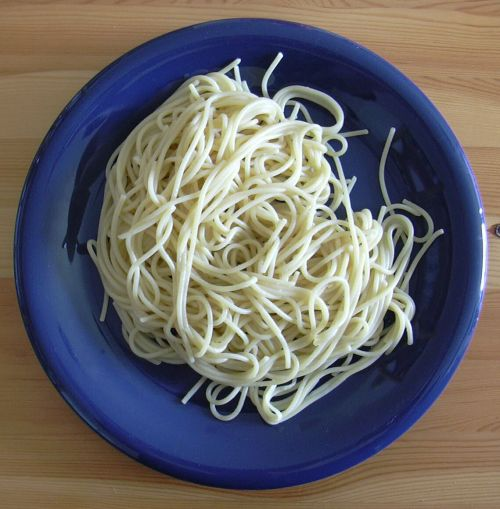
Spagetti, mint a strukturálatlan kód illusztrációja

## Jelentése
Habár sokszor az egyszerűen csak nehezen érthető, követhető kódot is spagettikódnak nevezik, eredetileg a strukturált programszerkezetek helyett a GOTO utasítás túlzott használatát nevezik így, mivel a program összegabalyodott, emiatt karbantarthatatlan. A kód szerkezete bonyolult és szövevényes, mint egy tál spagetti. A United States National Bureau of Standards egy 1980-as publikációjában a spaghetti program kifejezést használták a régebbi, szétszórt és töredezett szerkezetű programokra.
Objektumorientált környezetben a nem objektumorientált, strukturált kód is lehet spagettikód, hosszú és nehezen érthető metódusokkal, vagy visszaél az olyan objektumorientált lehetőségekkel, mint a polimorfizmus, amikor az aggregáció célravezetőbb lenne. A teljes program megértését ez is megnehezíti.

## Története
A kifejezés eredete nem tisztázott. 1977-ben már használták, köztük Steele cikke Macaroni is Better Than Spaghetti címmel a Proceedings of the 1977 szimpózium keretében, melynek témája a programnyelvek és a mesterséges intelligencia volt. Richard Conway 1978-ban megjelent könyve, A primer on disciplined programming using PL/I, PL/CS, and PL/CT címmel. Ebben olyan programokat jellemzett így, amelyek logikai szerkezete ugyanolyan átlátható, mint egy tál spagetti. Ez a mondat szerepel  David Gries-szel közös könyvében, ami 1979-ben jelent meg An Introduction to Programming címmel. Az A spiral model of software development and enhancement lap 1988-ban a kódolj és javíts korábbi gyakorlatát bírálta, azzal a tanulsággal, hogy szükség van tervezésre, és helyette a vízesésmodellt javasolta.  1979-ben Paul Noll Structured programming for the COBOL programmer című könyvében a spagettikód és a patkányfészek szinonímákat alkalmazta a gyengén strukturált kódra.
Az Ada – Europe '93 konferencián az Adát azzal dicsérték, hogy kivételterjedési mechanizmusa rákényszeríti a programozókat arra, hogy érthető kódot írjanak.
1981-ben a The Michigan Technic BASICally speaking...FORTRAN bytes!! című cikkében rosszallását fejezte ki a FORTRAN iránt, mivel teljes egészében spagettikódból áll.   Habár ez a cikk úgy írta, hogy ez is bizonyítja, hogy olaszok működtek közre az IBM alapításánál, olasz matematikusok, Corrado Böhm és Giuseppe Jacopini már 1966-ban megjelentették cikküket, amiben bizonyították a strukturált programozás tételét.
Edsger Dijkstra idézte ezt a cikket, a Kártékonynak tekinthető GO TO utasítás címmel megjelent nyílt levelében.

## Példa
Egyszerű példa a spagettikódra BASIC nyelven. A kódban elhelyezett GOTO utasítás miatt a kód nehezen követhető.
```
1
 
i
=
0
;

2
 
i
=
i
+
1
;

3
 
PRINT
 
i
;
 
"squared="
;
i
*
i
;

4
 
IF
 
i
>=
100
 
THEN
 
GOTO
 
6
;

5
 
GOTO
 
2
;

6
 
PRINT
 
"Program Completed."
;

7
 
END

```

A fenti kód strukturált változatából hiányzik a GOTO utasítás, a kód szerkezete könnyen átlátható és értelmezhető.
```
1
 
FOR
 
i
=
1
 
TO
 
100

2
     
PRINT
 
i
;
"squared="
;
i
*
i

3
 
NEXT
 
i

4
 
PRINT
 
"Program Completed."

5
 
END

```

## Kapcsolódó fogalmak
- Ravioli kód az objektumorientált programozásban azt jelenti, hogy ugyan az osztályok jól strukturáltak, de nehéz követni kapcsolataikat.
- Lasagna kód arra utal, hogy a kód rétegeinek kapcsolata olyan összetett, hogy az egyik réteg változásai miatt a többi rétegen is változtatni kell.

## Fordítás
Ez a szócikk részben vagy egészben  a   Spaghetti code című angol Wikipédia-szócikk fordításán alapul.  Az eredeti cikk szerkesztőit annak laptörténete sorolja fel. Ez a jelzés csupán a megfogalmazás eredetét és a szerzői jogokat jelzi, nem szolgál a cikkben szereplő információk forrásmegjelöléseként.